# Espectáculo de medio tiempo del Super Bowl XXVII
El espectáculo de medio tiempo del Super Bowl XXVII se llevó a cabo el 31 de enero de 1993 en el Rose Bowl, ubicado en la ciudad de Pasadena, California, como parte de la 27.ª edición del Super Bowl. El cantante estadounidense Michael Jackson encabezó la actuación y se convirtió en el primer solista en presentarse sin invitados en dicho espectáculo. En el espectáculo interpretó varios de sus éxitos como «Billie Jean» y «Black or White», así como «We Are the World» y «Heal the World» acompañado de un coro de 3500 niños locales. Jackson fue contratado por la National Football League (NFL) en un intento por evitar perder audiencia televisiva durante el medio tiempo, y luego del éxito que supuso su actuación, se comenzaron a buscar grandes artistas cada año para los espectáculos que le sucedieron. Por ello, varios articulistas han citado a Jackson como aquel que estableció los espectáculos de medio tiempo modernos.
El espectáculo de medio tiempo de Jackson marcó la primera vez en la historia del Super Bowl en la que el medio tiempo fue más visto que el partido en cuestión. Varios medios como la revista Billboard, el periódico Mercury News y el canal CBS han incluido la actuación como una de las diez mejores del evento; de hecho, la revista Rolling Stone lo catalogó como el mejor de la historia.

## Antecedentes y actuación

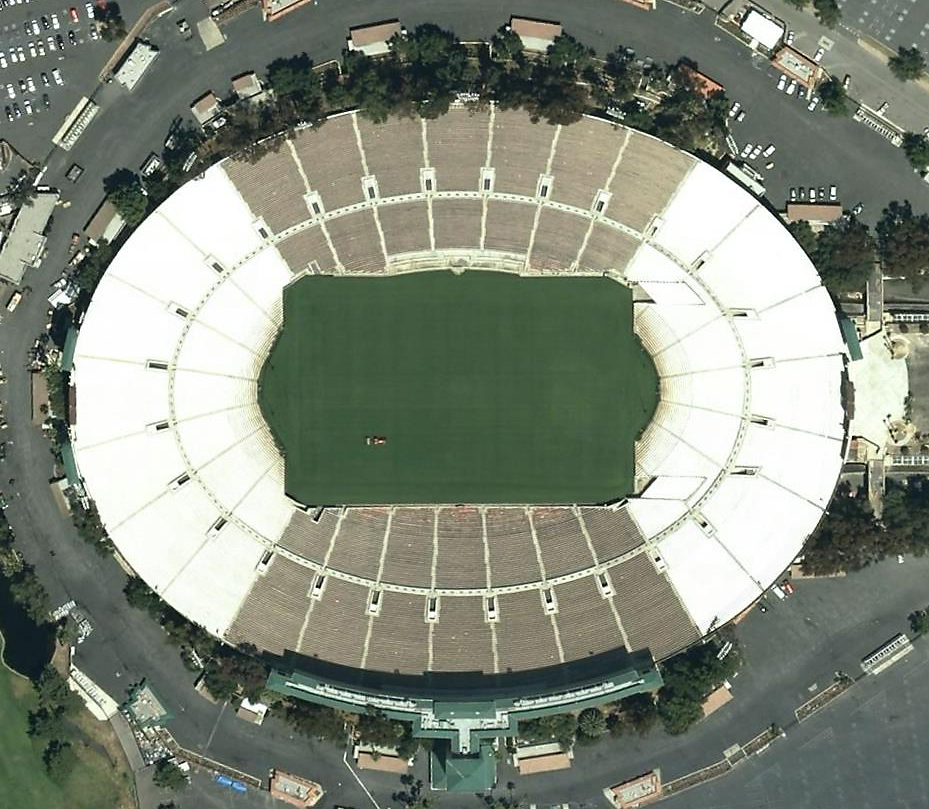
Vista aérea del Rose Bowl, recinto donde se llevó a cabo la actuación.

Desde el inicio del Super Bowl en 1967, el espectáculo de medio tiempo del evento siempre se había caracterizado por ser realizado por bandas de marcha locales, y en ocasiones el evento era patrocinado por The Walt Disney Company para promocionar sus nuevos parques temáticos. Sin embargo, durante el espectáculo de medio tiempo del Super Bowl XXVI en 1992, el canal Fox emitió un episodio especial del programa In Living Color, el cual provocó una disminución del 22% en audiencia a CBS, que fue el encargado de transmitir el Super Bowl ese año. Tras ello, la National Football League (NFL) tomó la iniciativa de buscar grandes artistas para el espectáculo de medio tiempo a fin de que estos atrajeran público mainstream. La compañía que produciría el espectáculo del año siguiente, Radio City Productions, mostró un interés particular por Michael Jackson debido a su fama, por lo que comenzaron a negociar con su entonces mánager Sandy Gallin. Después de tres intentos fallidos de contratar a Jackson, este finalmente accedió a presentarse en el espectáculo. A pesar de que la NFL no paga a los artistas que se presentan en el medio tiempo, accedieron a donar 100 mil dólares al esfuerzo caritativo de Jackson, Heal the World Foundation, que en ese momento se encontraba apoyando a las víctimas de los disturbios de Los Ángeles de 1992.
El espectáculo se llevó a cabo el 31 de enero de 1993, e inició con las cámaras enfocando a dos de las pantallas del Rose Bowl donde emergieron dos imitadores de Jackson, hasta que el real apareció en el centro del escenario principal ubicado en el campo del recinto. Después de una espera de casi dos minutos, Jackson empieza a cantar «Jam» acompañado de cuatro bailarines vestidos de soldados. Tras ello, remueve su chaqueta y presenta «Billie Jean» realizando su característico moonwalk, y seguidamente canta «Black or White». Posteriormente, un coro de 3500 niños locales cantan «We Are the World» mientras la audiencia del recinto crea figuras de niños con pancartas. Después, Jackson dice: «Hoy, nos levantamos juntos en todo el mundo uniéndonos por un propósito común de rehacer el planeta y llenarnos de felicidad, entendimiento y cosas buenas. Nadie debería sufrir, especialmente nuestros niños. En estos tiempos, debemos tener éxito. Esto es para los niños del mundo», y acto seguido canta «Heal the World». En ello, varios niños ingresan al centro del escenario mientras se infla un globo del planeta Tierra, y el espectáculo concluye con una ronda de fuegos artificiales.

## Legado
El espectáculo resultó ser todo un éxito para la NFL y marcó la primera vez en su historia que el medio tiempo del Super Bowl fue más visto que el partido en cuestión. Además de ello, recibió la aclamación crítica, con los expertos considerándolo uno de los mejores espectáculos de medio tiempo en toda la historia. De hecho, los articulistas acreditan a Michael Jackson como el responsable de que el medio tiempo se convirtiera en un evento de gran relevancia, y cada año la compañía productora se encarga de buscar a los más grandes artistas para presentarse. Varios medios han destacado que el espectáculo de Jackson es uno de los más recordados, y este ha sido incluido en diversos listados de los mejores espectáculos de medio tiempo del Super Bowl en toda su historia. A continuación, un listado recopilando numerosos de los conteos donde fue incluido:
| Año del listado | Realizado por    | Título                                                                                          | Posición | Ref.   |
| --------------- | ---------------- | ----------------------------------------------------------------------------------------------- | -------- | ------ |
| 2015            | Billboard        | Los 10 mejores espectáculos de medio tiempo del Super Bowl                                      | 10       | [ 3 ]  |
| 2016            | Rolling Stone    | Espectáculos de medio tiempo del Super Bowl: de peor a mejor                                    | 1        | [ 5 ]  |
| 2017            | Business Insider | Los 5 mejores espectáculos de medio tiempo del Super Bowl de todos los tiempos                  | 3        | [ 6 ]  |
| 2017            | CBS              | Espectáculos de medio tiempo del Super Bowl listados: de épicos desastres a épicos espectáculos | 3        | [ 7 ]  |
| 2017            | Detroit News     | Los 10 mejores espectáculos de medio tiempo del Super Bowl                                      | 5        | [ 8 ]  |
| 2017            | Mercury News     | Los 10 mejores espectáculos de medio tiempo del Super Bowl de todos los tiempos                 | 5        | [ 4 ]  |
| 2017            | The Wrap         | Los 10 mejores espectáculos de medio tiempo del Super Bowl de todos los tiempos                 | 2        | [ 9 ]  |
| 2017            | Vulture          | Todos los espectáculos de medio tiempo del Super Bowl desde 1993, listados de peor a mejor      | 9        | [ 10 ] |

## Lista de canciones
1. «Jam»
2. «Billie Jean»
3. «Black or White»
4. «We Are the World» (interpretado por un coro de 3500 niños locales)
5. «Heal the World»

Fuente: RPP.